# Centre d'action laïque
 (mars 2023).
Pour les articles homonymes, voir Centre d'action, Comité national d'action laïque et CAL.
Le Centre d'action laïque, créé le 29 mars 1969, est une ASBL dont l'objectif est de promouvoir la laïcité mais également de « coordonner les actions des associations membres et de représenter la laïcité auprès des pouvoirs publics ».
Actuellement, le CAL regroupe 7 associations régionales, 30 associations constitutives et 328 associations locales. Au niveau fédéral, le CAL, accompagné de l'Unie Vrijzinnige Verenigingen (UVV), fait partie du Conseil central laïque (CCL). Au niveau de l'Europe, le Centre d'action laïque est membre de la Fédération humaniste européenne (FHE). Au niveau mondial, il est membre de l'Union internationale humaniste et éthique (IHEU) et aussi de Laïcité et Humanisme en Afrique centrale (LHAC).

## Contexte historique
Au XIXe siècle, marqué par le clivage entre Église et État, le principal clivage politique oppose les partis catholiques et les partis non confessionnels qui incluent dans leur programme « la défense et la promotion de l'idéal laïque ». Les laïques de l'époque ne ressentent pas le besoin de se structurer puisque leurs idées sont représentées par certains partis politiques qui revendiquent également la libre pensée et le libre examen. Cependant, après la conclusion du Pacte scolaire en 1958, les partis anticléricaux, plus particulièrement les partis de gauche, délaissent quelque peu les revendications purement idéologiques.
L'incendie du magasin l’Innovation à Bruxelles en 1967 ne fait que renforcer l'envie du mouvement laïque de se coordonner. En effet, durant les cérémonies dédiées aux victimes de ce drame, les familles non confessionnelles des défunts prennent conscience de la discrimination qu'elles subissent : aucun représentant laïque n'est présent pour leur rendre hommage. Les laïques se rendent compte ainsi de l'importance de se constituer en mouvement regroupant l'ensemble des laïques de Belgique puisqu'ils partagent en définitive le même but : diffuser la libre pensée .

## Formation du CAL et protagonistes
À l'origine, seule une douzaine d'associations constitutives dont la Fondation Magnette-Engel-Hiernaux, l'Association Ernest De Craene, la Ligue Humaniste, la Fondation pour l'Assistance Morale aux détenus, l'Union des Anciens Étudiants de l'ULB, la Pensée et les Hommes, la Famille Heureuse de Liège, Les Amis de la jeunesse Laïque, la fédération des amis de la morale laïque, etc. ainsi que certaines personnalités telles que Robert Hamaide, Lucia de Brouckère, G. Van Houte, J. Schouters, R. Dille, J. Bernard, R. Toussaient, etc. participent à la création du CAL.
Par leurs actions, le CAL se structure progressivement en une branche francophone le Centre d'Action Laïque (CAL) crée en 1969 et en une branche flamande l'Unie Vrijzinnige Verenigingen (UVV) crée en 1971. Bien que la dénomination entre le mouvement laïque francophone et le mouvement laïque flamand diverge, leurs préoccupations restent parfaitement similaires.
Alors que le mouvement laïque s'occupait principalement de la promotion des cours de morale laïque dans l'enseignement officiel avant sa formation en CAL, son activité se développe rapidement à de nombreux domaines de la vie familiale : planning familial, assistance aux détenus, aux malades, aux démunis, aux émissions de radio et télévision, etc.

## Objectifs
Le CAL est une association fédérative qui coordonne les objectifs et actions de ses régionales en Wallonie et à Bruxelles, et de ses associations constitutives indépendamment de leurs buts spécifiques. il a aussi pour rôle de promouvoir leurs activités.
Le CAL définit son but social à l'article 4 de ses statuts : « Le CAL a pour but de défendre et de promouvoir la laïcité ». Ce dernier se doit donc de définir ce qu'il entend par « laïcité » afin de délimiter clairement quel est son objectif. Selon le CAL, la laïcité est un « principe humaniste qui fonde le régime des libertés et des droits humains sur l'impartialité du pouvoir civil démocratique dégagé de toute ingérence religieuse. Il oblige l'État de droit à assurer l'égalité, la solidarité et l'émancipation des citoyens par la diffusion des savoirs et l'exercice du libre examen. »

## Valeurs
Le CAL fonde son action sur les valeurs de liberté, d'égalité, de solidarité, d'enseignement public et de séparation Église/État.
S'agissant de la liberté, le CAL œuvre pour une société démocratique et respectueuse de la liberté d'expression, des libertés individuelles et collectives.
Le CAL milite également pour une société davantage égalitaire dans laquelle tout le monde serait égal où personne ne pourrait subir de discrimination.
Le CAL lutte pour une société solidaire pour que chacun puisse s'autonomiser, s'émanciper.
L'enseignement public est également important pour le CAL qui promeut la liberté pour chacun de pouvoir développer son esprit critique sans être éduqué selon un certain dogme.
Parmi l'ensemble de ces valeurs, celle de la séparation Église/État reste la principale compte tenu de la remontée en puissance dans la société.
Sa devise est « Liberté, égalité, solidarité » et son slogan est « Libres, ensemble ».

## Engagements
Le CAL milite activement à différents égards afin de défende la laïcité dans son ensemble, telle qu'il la définit. Certaines thématiques sont sensibles à leurs yeux :
- La défense du droit de l'avortement et, par la même, le droit des femmes à disposer de leur corps;
- La promotion d'un enseignement égalitaire et émancipateur pour tous;
- Le respect de la dignité humaine dans le monde carcéral en dénonçant les conditions inhumaines et indignes d'un État de droit;
- La promotion d'une société où la sphère publique ne serait pas influencée par les religions;
- Le développement de l'éducation à la vie relationnelle, affective et sexuelle;
- La mise en œuvre d'une approche sanitaire et préventive en matière de lutte contre l'usage de drogue;
- La défense du droit pour les personnes à mourir dignement, en faveur la légalisation de l'euthanasie;
- La mise en œuvre d'une réforme du système actuel de reconnaissance des cultes en Belgique afin de permettre une plus grande transparence au niveau de la répartition des budgets accordés par l'État belge aux différents cultes reconnus.

En plus de ses engagements, le CAL propose de nombreux services au travers des différentes associations qui le composent tels qu'une aide aux jeunes et aux enfants en difficulté,une aide sociale aux justiciables et aux victimes, une aide à la réussite scolaire, une assistance morale, etc.
Le CAL est aussi actif dans le monde de l'audiovisuel et en particulier dans celui de l'édition. Le Centre d'action laïque produit effectivement les émissions audiovisuelles Libres, ensemble et publie le mensuel Espace de libertés, des Outils de réflexion, la collection d'essais Liberté, j'écris ton nom et différents ouvrages dont Découvrir la laïcité.

## Financement public de la laïcité en Belgique
La loi du 21 juin 2002 prévoit le financement des délégués et des établissements laïques. Cette loi relative au Conseil central laïque, dont fait partie le CAL, organise non seulement la prise en charge des traitements et des pensions des délégués laïques mais aussi le financement de l'État de 12 communautés philosophiques non confessionnelles en Belgique.

## Structure du CAL (article 5 des statuts)
Dès sa création, le Centre d'Action Laïque se profile comme le représentant de la Communauté laïque en Belgique francophone. il regroupe des associations laïques communautaires ainsi que des associations locales. Ce n'est que 10 ans plus tard que le CAL se régionalise par provinces ou par subdivisions provinciales.

### Structure générale du CAL
Le CAL est constitué d'un Bureau exécutif (article 12 de ses statuts) ayant pour rôle principal d'exécuter les décisions prises parle Conseil d'Administration, d'un Conseil d'Administration (article 11 des statuts) qui s'occupe de l'administration et de la gestion du CAL et d'une Assemblée générale (article 10 des statuts) chargée de fixer « les grandes orientations de politiques générale de l'association ». Elle est également compétente pour élire le président du CAL, qui est actuellement Véronique De Keyser.

### Organisation fédérale
Le Conseil central laïque (CCL) est un comité de coordination belge crée en 1972 chargé de « grouper les deux organes représentatifs des communautés philosophiques non confessionnelles de Belgique et de les représenter […] vis-à-vis des institutions officielles et des pouvoirs publics ». La loi du 21 juin 2002 reconnaît le CCL comme étant « une structure qui coordonne l'organisation et l'exercice d'une assistance morale selon une conception philosophique non confessionnelle ».

### Organisation fédérée (article 8 des statuts)
Le CAL fédère 7 régionales qui exercent leurs activités dans leur province respective à l'exception du Hainaut qui en compte 2 (Mons et Charleroi) et de Bruxelles qui n'est pas une province. Chaque implantation locale choisit des terrains d'actions privilégiés et définit son organisation et fonction de son environnement, de ses publics et des objectifs à atteindre.
Elles se sont mises en place de 1977 à 1986 :
- 1977 : création du Centre d'action laïque de la Province de Liège;
- 1979 : naissance de Bruxelles Laïque et du Centre d'action laïque de la Province de Namur;
- 1980 : création de la Picardie Laïque;
- 1983 : édification du Centre d'action laïque de Charleroi;
- 1984 : création de la Laïcité Brabant Wallon;
- 1986 : naissance du Centre d'action laïque du Luxembourg.

Les régionales du CAL ont comme objet social de promouvoir les activités des associations laïques et de représenter la laïcité auprès des institutions publiques ou privées de la région.
Les régionales fédèrent quant à elles, des associations laïques locales qui sont au nombre de 328 pour la Wallonie et la Région de Bruxelles-Capitale. Celles-ci peuvent également être affiliées à une association constitutive.

### Organisation constitutive
Le CAL définit à l'article 7 des statuts ce que sont les associations constitutives. Il s'agit d'associations qui soit sont fondatrices du Centre soit qui ont été acceptées par le Conseil d'administration du CAL et qui défendent la laïcité. De plus, ces associations doivent accepter que le CAL coordonne leurs activités avec leurs autres associations constitutives.
Actuellement, le CAL est composé de 30 associations constitutives dont leur objectif est de promouvoir la laïcité dans divers secteurs dans l'ensemble de la Communauté francophone de Belgique. Nous les citons ci-après de manière exhaustive :
- Association Belge des Athées;
- Association Ernest de Craene;
- Association de Jeunesse pour l'Intégration et la Libre Expérience (ex Confédération Parascolaire)
- Association Nationale des Communautés Éducatives;
- Centre Communautaire Laïc Juif;
- Centre Laïque de l'Audiovisuel;
- Centre Libéral d'Action et de Réflexion sur l'Audiovisuel;
- Extension de l'ULB;
- Famille d'Accueil Odile Henri;
- Fédération des Amis de la moraleLaïque;
- Fédération des Associations de Parents de l'Enseignement Officiel;
- Fédération des Maisons de la laïcité;
- Fédération des Services Laïques d'Aide aux justiciables;
- Fédération du Libre Examen;
- Fondation Magnette-Engel-Herniaux;
- Fondation pour l'Assistance Morale aux Détenus;
- Les Fonds d'Entraide « Georges Beernaerts »;
- Go Laïcité;
- Hisser Haut-Service Laïque de Parrainage;
- Laïcité et Humanisme en Afrique Centrale;
- La Pensée et les Hommes;
- Les territoires de la Mémoire;
- La Ligue de l'Enseignement et de l'Éducation Permanente;
- La Pensée et Action rationalistes;
- Peuple et Culture en Wallonie et à Bruxelles;
- Service Laïque d'Aide aux Personnes;
- Service Laïque de Coopération aux Développement;
- Service Laïque Jeunesse;
- Union des Anciens Étudiants de l'ULB;
- Union Rationaliste de Belgique.

## Présidents du CAL
- 2020- :Véronique De Keyser
- 2014-2020 : Henri Bartholomeeusen
- 2006-2014: Pierre Galand
- 1987-2006: Philippe Grollet
- 1983-1987: Jean Michot
- 1975-1983: Georges Liénard
- 1972-1975: Paul Backeljauw

## Liste des références
1. ↑  Également nommé CAL selon l'article 1er de ses statuts
2. 1 2  Defosse 2005, p. 50.
3. ↑  Statuts du CAL, M.B., 3 juillet 1969.
4. ↑  Statuts du CAL, M.B., 3 juillet 1969, art. 4.
5. ↑  Statuts du CAL, M.B., 3 juillet 1969, art. 12.
6. ↑  Statuts du CAL, M.B., 3 juillet 1969, art. 11.
7. ↑  Statuts du CAL, M.B., 3 juillet 1969, art. 10.
8. ↑  Centre d’Action Laïque ASBL, La laïcité en mouvement – Rapport d’activité, Bruxelles, Centre d’Action Laïque, 2016, p. 70.
9. ↑  Defosse 2005, p. 66.
10. ↑  A. Five, « Conseil central laïque », dans M. Cerf et M. Horwitz, Dictionnaire de la laïcité, 2016, p.84-85.

### Ouvrages
- Centre d'action laïque ASBL, La laïcité en mouvement - Rapport d'activité, Bruxelles, 2016.
- M. Cerf (dir.) et M. Horwitz (dir.), Dictionnaire de la laïcité, Malakoff, Armand Colin, 2016.
- P. Defosse, Dictionnaire historique de la laïcité en Belgique, Bruxelles, Luc Pire Éditions, 2005.
- Grollet, P., L'affirmation de la laïcité en Belgique, Histoire de la laïcité en Belgique, H. Hasquin (dir.), Bruxelles, Espace de Libertés, 1994.
- Grollet, P., Les deux facettes de la laïcité, Politique-Revue de débats, numéro 33, 2004.
- Hamaide, R., L’affirmation de la laïcité en Belgique, Histoire de la laïcité en Belgique, H. Hasquin (dir.), Bruxelles, Espace et libertés, 1994.
- Hasquin, H., Histoire de la laïcité-Principalement en Belgique et en France, Bruxelles, La Renaissance du Libre, 1979.
- Kengen, Y., Découvrir la laïcité, Bruxelles, Centre d'action laïque, 2015.
- Sägessser, C., Cultes et laïcité, Bruxelles, Dossier du CRISP, 2011.
- Sägessser, C., et Schreiber, J-P., Le financement public des religions et de la laïcité en Belgique, Louvain-la-Neuve, Bruylant-Academia, 2012.
- Tyssens, J., L’organisation de la laïcité en Belgique, Problèmes d'histoire des religions-Pluralisme religieux et laïcité dans l'Union européenne, A. Dierkens (dir.), Bruxelles, Université libre de Bruxelles, 1994.

### Autres
- Statuts du CAL, M.B., 3 juillet 1969.
- La loi du 21 juin 2002 relative au conseil central des Communautés philosophiques non confessionnelles de Belgique, aux délégués et aux établissements chargés de la gestion des intérêts matériels et financiers des Communautés philosophiques non confessionnelles reconnues, M.B., 22 octobre 2002.